# Sese Bau
Sese Bau (* 23. Juni 1992 in Papua-Neuguinea) ist ein papua-neuguineischer Cricketspieler, der seit 2015 für die papua-neuguineanische Nationalmannschaft spielt.

## Aktive Karriere
Bau gab sein Twenty20-Debüt für die Nationalmannschaft im Februar 2016 gegen Irland. Sein ODI-Debüt erfolgte im November 2016 in Hongkong. Im Jahr darauf erreichte er gegen Hongkong im Rahmen der ICC World Cricket League Championship 2015–17 ein Fifty über 59 Runs. Er war dann Teil des Kaders für den ICC Men’s T20 World Cup 2021 und erzielte dabei als beste Leistung 24 Runs gegen Schottland. Im April 2022 gelang ihm ein Fifty über 59 Runs im Finale eines Drei-Nationen-Turniers in Nepal gegen den Gastgeber. Bei einem heimischen Drei-Nationen-Turnier im September folgte ein weiteres Fifty über 70 Runs gegen die Vereinigten Staaten, wofür er als Spieler des Spiels ausgezeichnet wurde. Im Frühjahr 2023 erreichte er gegen die Vereinigten Arabischen Emirate zwei Fifties bei Drei-Nationen.Turnieren in den Vereinigten Arabischen Emiraten (74 Runs) und Nepal (81* Runs). Für letzteres wurde er erneut ausgezeichnet. Beim darauf folgenden ICC Cricket World Cup Qualifier Play-off 2023 erreichte er erneut 54 Runs gegen den Gastgeber Namibia. Im März 2024 erreichte er im Oman (65* Runs) und in Hongkong (61* Runs) in den jeweiligen Twenty20s je ein Fifty, wofür er auch jeweils ausgezeichnet wurde. Daraufhin wurde er für den Kader für den ICC Men’s T20 World Cup 2024 nominiert.